# Eupilaria opaca
Eupilaria opaca är en tvåvingeart som först beskrevs av de Meijere 1911.  Eupilaria opaca ingår i släktet Eupilaria och familjen småharkrankar. Inga underarter finns listade i Catalogue of Life.